# Bettina Rheims

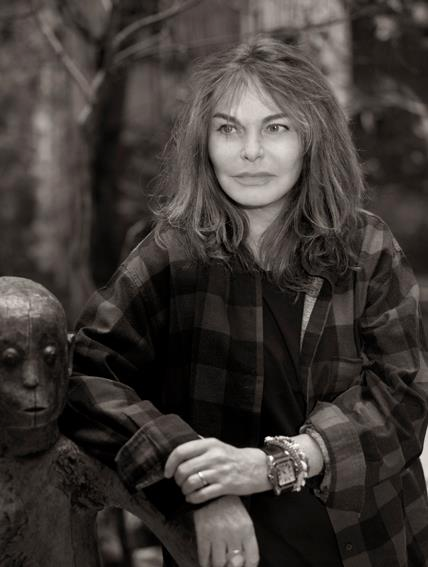
Bettina Rheims el 2004

Bettina Caroline Germaine Rheims (francès: [ʁɛ̃s]) és una fotògrafa francesa nascuda a Neuilly-sur-Seine el 18 de desembre de 1952. La provocativa posada en escena de la seva fotografia la va donar a conèixer arreu del món.

## Carrera

### Primers passos
La carrera fotogràfica de Rheims va començar el 1978 amb una sèrie de fotografies a un grup d'artistes de striptease i acròbates que la va dur a exposar per primera vegada. Va ser en aquest moment que va descobrir la seva predilecció per la fotografia de models femenines, tema recurrent al llarg de la seva carrera.
Al llarg de la dècada de 1980 Rheims va produir una gran quantitat de retrats de dones, que acabarien conformant el recopilatori Female Trouble (1989).
El 1982, la sèrie Animal li va permetre desenvolupar una nova sensibilitat a través de la fotografia de peluixos. "Sembla que vulguin expressar alguna cosa més enllà de la mort", diria la fotògrafa, "havia de captar la seva mirada".
Amb Modern Lovers (1989-1990), Rheims va voler elaborar una reflexió al voltant del gènere, l'androgínia i la transsexualitat. Aquesta seria la primera peça d'una trilogia centrada en aquesta temàtica: Les Espionnes (1992) i Kim (1994).

### La dècada de 1990
A principis dels 90, Bettina Rheims estava treballant en una de les seves sèries fotogràfiques més extenses, Chambre Close (1990-1992), la primera on va emprar color. El projecte va ser el tret de sortida de la seva col·laboració amb el novel·lista Serge Bramly, que va aparellar textos de ficció amb les fotos de Rheims a Chambre Close. D'alguna manera, aquesta obra es va llegir com una paròdia de les seves primeres fotografies pornogràfiques.
El 1995, Jacques Chirac va convidar Rheims a fer fotos rere les escenes dels últims dies de la campanya electoral. Després de les eleccions, la Presidència de la República Francesa va encarregar-li el retrat oficial de Chirac. Rheims va dir al Libération que volia dotar al president de "el posat natural dels grans herois dels westerns".
El 1999 es va publicar I.N.R.I., una altra vegada amb la col·laboració de Bramly. L'obra proposa una reflexió al voltant de la història de la crucifixió a través de fotografies d'escenes de la vida de Crist, des de l'Anunciació fins a l'Ascensió. A França va ser rebuda amb molta controvèrsia.

### La dècada de 2000
El 2002, Rheims va presentar una sèrie fotogràfica produïda en dues estades que va fer a Xangai, en què volia plasmar la coexistència de les tradicions mil·lenàries amb l'avantguarda a la Xina.
El 2005, va exposar Héroïnes a la Galerie de Noirmont, un homenatge a l'escultura. La fotògrafa va col·laborar aquesta vegada amb el dissenyador de moda Jean Colonna.
Bettina Rheims va tornar a treballar amb Serge Bramly en l'exhibició Rose, c'est Paris el 2010, exposada a la Biblioteca Nacional de França.

### La dècada de 2010
El 2012 va exposar a Düsseldorf la sèrie Gender Studies, centrada al voltant del qüestionament de la representació del gènere. La instal·lació consta de 27 retrats sonors de dones i homes joves que es van prestar voluntaris a participar-hi a través de Facebook. Les fotografies estan acompanyades per vídeos amb entrevistes als protagonistes. L'exposició es va presentar a diverses galeries i va aparèixer en un llibre.

### Encàrrecs
Rheims també ha treballat en campanyes publicitàries per a grans marques, com Chanel i Lancôme, i ha treballat per a revistes de moda. Ha fotografiat, entre d'altres celebritats, Madonna, Kylie Minogue, Claudia Schiffer, Asia Argento, Charlotte Rampling, Carole Bouquet i Marianne Faithfull.

## Obres
- Modern Lovers, Éditions Paris Audiovisuel, 1990.
- Female Trouble, Schirmer / Mosel Verlag, 1991.
- Chambre Close (text de Serge Bramly), Gina Kehayoff Verlag, Múnic, 1992.
- Les Espionnes (text de Bernard Lamarche-Vadel), Kehayoff Verlag, Múnic, 1992.
- Kim, Kehayoff Verlag, Múnic, 1994.
- Animal, Kehayoff Verlag, Múnic, 1994.
- I.N.R.I. Jésus, 2000 ans après ... (text de Serge Bramly), Éditions Albin Michel, Paris, November 1998.
- X'mas, Éditions Léo Scheer, Paris, October 2000.
- A Room in the Museum of Modern Art in Frankfurt, Kehayoff Verlag, Múnic, 2000.
- Morceaux Choisis, Steidl Verlag, Göttingen, 2002.
- Shanghai (text by Serge Bramly), Éditions Robert Laffont, Paris, October 2003.
- Rétrospective, Schirmer/Mosel Verlag, Múnic, 2004.
- More Trouble, Schirmer / Mosel Verlag, Múnic, 2004.
- Oxymoriques. Les Photographies de Bettina Rheims, Michel Onfray, Éditions Jannink, Paris, 2005.
- Héroïnes, Galerie Jérôme de Noirmont, Paris, 2006.
- The Book Of Olga (text by Catherine Millet), Taschen Verlag, Cologne, 2008.
- Rose, c'est Paris (text by Serge Bramly), Taschen, 2010.
- Mylène Farmer, TIMELESS 2013, Paris, 2013.

## Premis
- 1994: Grans Prix de la Photographie, París
- 14 juliol 2013: Commander of the French Legion of Honour (Officer, 2006)[11]
- 2018: Grand officier de l'ordre du Mérite